# Jean-Claude Anglars
Jean-Claude Anglars, né le 20 février 1961, est un homme politique français.
Il est sénateur de l'Aveyron depuis le 1er octobre 2020.

## Biographie
Jean-Claude Anglars est né le 20 février 1961. Il exerce la profession de chargé de mission.

### Engagement politique

#### Mandats locaux
Il est maire de la commune de Sébrazac de 1995 à 2020. Il est élu conseiller général du canton d'Estaing en 2004 puis réélu en 2009,. 
Le 22 mars 2015, il est élu  au premier tour conseiller départemental du canton de Lot et Truyère. Il a été auparavant président de la communauté de communes d'Estaing du 29 décembre 2000 au 31 décembre 2016.
Il est par ailleurs vice-président du conseil départemental de l'Aveyron du 2 avril 2015 jusqu'en novembre 2020 (fonction qu'il abandonne en raison de son élection en tant que sénateur de l'Aveyron).
De 2008 à 2020, il occupe également la fonction de président du SDIS de l'Aveyron.

#### Sénateur
Il est candidat aux élections sénatoriales françaises en Aveyron du 27 Septembre 2020 avec comme suppléante Monique Aliès, maire de Belmont-sur-Rance et présidente de la Communauté de communes Monts, Rance et Rougier. 
Il est élu le 27 septembre 2020 sénateur de l'Aveyron avec 54,95% des suffrages exprimés, avec Alain Marc (avec qui il avait établi un ticket).
Le 19 octobre 2020, Il est remplacé comme maire de Sébrazac par son adjoint Wilfried Doolaeghe.
Le 1er février 2023, Jean-Claude Anglars vote contre la révision constitutionnelle, adoptée par l’Assemblée nationale, qui vise à protéger et à garantir le droit fondamental à l'interruption volontaire de grossesse.